# Стёпин, Алексей Анатольевич
Алексей Анатольевич Стёпин (род. 5 сентября 1968 года) — российский певец, композитор, поэт, продюсер.

## Биография
Родился и вырос в Казани. Окончил музыкальную школу по классу фортепиано. Песни сочинял с пятого класса. В восьмидесятые участвовал в любительских группах. В 1990 году начал сольную карьеру. Первым хитом стала песня «Прощай, прощай, Казань родная» .
В середине девяностых Стёпин переехал в Москву.

## Творчество
В 1995 году выпустил первый официальный альбом «Не плачь, Анюта», состоящий из 9 песен дворово-тюремной тематики. Хитами стали песни «Долюшка-доля» и «Только ты (меня колышешь)» . 
В 1997 году Стёпин подписал контракт с Александром Толмацким и сменил стилистику своих песен на поп-фолк. Летом 1998 года выходит клип на песню «Гули-гули», ставшую визитной карточкой певца. Песня участвует в ротации радио и телевидения. Вскоре её взяла в свой репертуар Надежда Бабкина . В октябре выходит новый альбом певца, имеющий хороший спрос. Но сразу после его выхода Толмацкий остывает к Стёпину, занявшись раскруткой собственного сына Децла.
В 2000 году Стёпин разрывает контракт с Толмацким и отправляется в свободное плавание.
В 2002 году выходит альбом «Дорога да гитара» — самый пронзительный альбом Стёпина, отмеченный возвратом в русский шансон .
В феврале 2004 года выходит альбом «Дорога да гитара — 2».
В середине нулевых популярность Алексея Стёпина снизилась. Чтобы вернуть её, певец решил попробовать себя в вошедшем в моду ура-патриотизме. Появляется «армейская» песня «Настя». Композиция стала большим хитом, и в 2006 году вышел новый альбом Стёпина «Бесприютная душа», в котором был заметен переход из шансона в поп-музыку.
Стёпин пишет песни и для других исполнителей. В частности, для Ольги Стельмах, Александра Стволинского, с которым певец также записал несколько дуэтных композиций (главный совместный хит — «За дружбу крепкую»). Стёпин является автором текста песни Алексея Воробьёва «Новая русская калинка» .
В 2008 году Алексей Стёпин приступил к записи нового альбома, впоследствии получившего название «Слёзы — просто вода». В этом альбоме певец продолжает традиции отечественной поп-музыки. По словам Стёпина, в альбом вошли композиции, написанные им для других артистов, но не успевшие найти своего «клиента». Хитами стали песни «Пью до дна», «Замяукало сердце глупое», «Слёзы — просто вода», «За дружбу крепкую», «Эх, Люба-Ляба» и «Лекарство от мужчин». Альбом вышел осенью 2012 года.

## Семья
Не женат. Дочь Лариса .

## Дискография
- Прощай, прощай, Казань родная 1990
- Тяжёлое детство 1992
- Не плачь, Анюта... 1996
- Гули-гули 1998
- Дорога да гитара 2002
- Дорога да гитара - 2 2004
- Алексей Стёпин в серии "Золотая коллекция шансона" 2005
- Лучшие песни 2006
- Бесприютная душа 2006
- Легенды жанра. Лучшие песни (2007)
- Дорога да гитара DVD 2007
- MP3 сборник Алексей Стёпин 2007 (переиздан в 2010 г.)
- Слёзы — просто вода 2012